# Борки (Мётченский сельсовет)
Бо́рки — деревня в Мётченском сельсовете Борисовского района Минской области. Находится в 24 км на юго-восток от города Борисов, в 13 км от ж/д станции Приямино на линии Минск-Орша, в 95 км от Минска. Рельеф равнинный, местность заболоченная, в центре деревни находится водоём. Транспортная связь осуществляется по дороге Борисов-Велятичи, которая проходит рядом с деревней.

## История

### В составе Российской империи
Деревня известна с XIX века. В 1847 году — застенок, 1 двор, 6 жителей, в составе поместья Велятичи, собственность казны. Известно, что в 1870 году относилась к Свято-Преображенскому приходу села Велятичи. В 1897 году состояла из 14 дворов, насчитывалось 106 жителей, находилась в Велятичской волости Борисовского уезда Минской губернии.

### После 1917
В 1917 году состояла из 18 дворов, 178 жителей. С февраля по ноябрь 1918 находилась на территории, оккупированной войсками кайзеровской Германии. С 1 января 1919 в составе ССРБ, с февраля 1919 в составе Лит-БелССР, с августа 1920 в составе БССР. С 20 августа 1924 года находилась в Мётченском с/с Борисовского района Борисовской округи, с 9 июня 1927 по 26 июля 1930 Минской округи, с 20 февраля 1938 Минской области. Согласно переписи 1926 года состояла из 30 дворов, проживали 183 жителя. В 1930 году был организован колхоз «1 Мая», который в феврале 1932 года объединял 15 хозяйств, работала кузница.

### Во время Великой Отечественной войны
В Великую Отечественную войну с 3 июля 1941 по 29 июня 1944 была оккупирована немецко-нацистскими войсками.

### В послевоенное время
С 28 июля 1954 года в Велятичском с/с, с 1982 — снова в Мётченском с/с. В 1960 году насчитывалось 139 жителей. В 1988 году было 25 хозяйств, 49 жителей.

### В настоящее время
На 2008 год насчитывалось 16 хозяйств, проживало 34 жителя.